# Alfonso Sepúlveda
Víctor Alfonso Sepúlveda Torres (* 3. April 1939 in Santiago; † 12. August 2021 in Viña del Mar) war ein chilenischer Fußballspieler und -trainer. Der Mittelfeldspieler absolvierte vier Länderspiele für Chiles Nationalmannschaft und erzielte dabei ein Tor. Auf Vereinsebene gewann er drei Meistertitel.

## Karriere

### Verein
Alfonso Sepúlveda, auch Chepo genannt, begann seine Karriere bei CF Universidad de Chile und war dort Teil der Mannschaft, die auch als Ballet Azul in die Geschichte einging. Sepúlveda gewann mit der Mannschaft von 1959 bis 1964 drei Meisterschaften und erzielte 13 Tore in 138 Ligapartien. Auf einer Reise mit dem Team 1961 nach Mexiko erlitt er im Spiel gegen den CF Monterrey einen Schien- und Wadenbeinbruch, der ihn lange Zeit ausfallen ließ. Danach erreichte Sepúlveda nicht mehr das frühere Niveau, das auch das Interesse von River Plate und spanischen Klubs hervorgerufen hatte. 1964 wechselte der Mittelfeldspieler zu Unión Española und spielte von 1968 bis zu seinem Karriereende 1970 bei CD Huachipato.

### Nationalmannschaft
Alfonso Sepúlveda debütierte im Dezember 1961 unter Fernando Riera beim Freundschaftsspiel gegen Ungarn. Beim 5:1-Erfolg erzielte der Mittelfeldspieler den zwischenzeitlichen 5:0-Treffer. Danach spielte er noch drei weitere Länderspiele bei regionalen Freundschaftsturnieren. Das letzte Länderspiel bestritt Chepo im September 1964 in der Copa Carlos Dittborn gegen Argentinien.

### Trainer
Alfonso Sepúlveda begann seine Trainerkarriere 1974 beim bolivianischen Verein Club The Strongest und trainierte ab 1976 verschiedene Klubs in Chile. Dabei zog es ihn immer wieder zu Unión La Calera zurück, das er insgesamt sechs Mal trainierte. Auch bei Deportes Puerto Montt stand der frühere Nationalspieler zwei Mal unter Vertrag.

## Erfolge

### Spieler
Universidad de Chile
- Primera División: 1959, 1962, 1964

### Trainer
La Calera
- Segunda División: 1984

## Sonstiges
Alfonso Sepúlveda ist Cousin des ehemaligen Profifußballspielers und Nationalspielers Nelson Torres.